# Tetraethylammoniumtrichlorid
Tetraethylammoniumtrichlorid (auch „Mioskowskis Reagenz“) ist eine chemische Verbindung mit der Formel [NEt4][Cl3] bestehend aus einem Tetraethylammoniumkation und einem Trichlorid als Anion, die bei Raumtemperatur als gelber Feststoff vorliegt. Das Trichlormonoanion zählt damit zu einem der einfachsten Vertreter von Polychloranionen. Tetraethylammoniumtrichlorid findet Einsatz als Oxidations- und Chlorierungsmittel.

## Eigenschaften
Bei Raumtemperatur liegt Tetraethylammoniumtrichlorid als gelber Feststoff vor. Es kann in polaren, organischen Lösungsmitteln (Dichlormethan, Acetonitril) gelöst werden, die meisten Lösungsmittel können allerdings wegen der hohen Reaktivität von Tetraethylammoniumtrichlorid nicht genutzt werden (siehe unten). Die Bindungssituation des symmetrischen Trichlormonoanions [Cl3]−, wie es z. B. in [NnPr4][Cl3] vorkommt, kann als eine 3z-4e-Bindung beschrieben werden.

## Darstellung
Tetraethylammoniumtrichlorid wird üblicherweise aus Tetraethylammoniumchlorid und elementarem Chlor in Dichlormethan als Lösungsmittel dargestellt. Durch Entfernen des Lösungsmittels wird Tetraethylammoniumtrichlorid als gelber Feststoff erhalten.
{\displaystyle {\ce {[NEt4]Cl + Cl2 -> [NEt4][Cl3]}}}
Alternativ kann Tetraethylammoniumtrichlorid in situ durch Oxidation von Tetraethylammoniumchlorid mit Kaliumperoxomonosulfat gewonnen werden.

## Verwendung
Grundsätzlich zeigt Tetraethylammoniumtrichlorid ähnlich wie Triethylmethylammoniumtrichlorid eine vergleichbare Reaktion wie elementares Chlor, bietet aber den Vorteil, dass es leichter gehandhabt werden kann, da es im Gegensatz zu Chlor kein Gas, sondern ein Feststoff ist. Vor allem bei der Synthese von Naturstoffen konnte Tetraethylammoniumtrichlorid für selektive Chlorierungsreaktionen genutzt werden. Ähnlich wie Chlor reagiert Tetraethylammoniumtrichlorid mit Alkenen zu 1,2-dichlorierten Alkanen und mit Alkinen zu 1,2-dichlorierten Alkenen, während elektronenreiche Aromaten am Ring funktionalisiert werden. Aldehyde und Ketone werden in alpha-Position chloriert, wobei Aldehyde zu den alpha-dichlorierten Aldehyden reagieren. In Acetonitril und in Gegenwart von 1,4-Diazabicyclo(2.2.2)octan werden primäre Alkohole zu den entsprechenden Aldehyden und sekundäre Alkohole zu den entsprechenden Ketonen oxidiert; bei Substraten mit einem primären und einem sekundären Alkohol verläuft die Oxidation des sekundären Alkohols zum Keton schneller. Acetale reagieren mit Tetraethylammoniumtrichlorid in einer C-H-Funktionalisierung in ipso-Position zu den chlorierten Acetalen.